# Civiltà Nazca

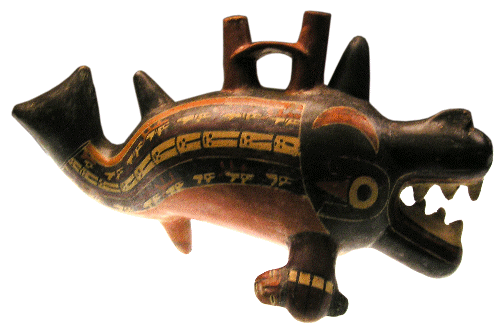
Ceramica Nazca

La civiltà Nazca fece la sua apparizione nell'epoca preincaica nella Provincia di Nazca (regione di Ica, Perù). 
Sulle sponde del fiume Aja, fu edificata la capitale Cahuachi.
La civiltà nacque nel I secolo a.C. e decadde nel VI secolo d.C.
La sua area di influenza spaziava dall'attuale provincia di Pisco al nord, fino alla regione di Arequipa al sud e dall'Oceano Pacifico all'ovest, fino alla regione di Ayacucho all'est.
Fino al VI secolo d.C. aumentarono i suoi contatti con la zona andina arrivando fino alle zone soprastanti Ayacucho. Questo contatto ebbe speciale importanza nella formazione della civiltà Huari.
La cosa maggiormente impressionante di questa civiltà è la sua ceramica policroma, con figure di uomini, animali, piante, ecc. In molte di queste ceramiche, vengono rappresentati uomini mutilati, cosa che fa supporre che realizzassero sacrifici umani.
L'arte della lavorazione dei metalli era inferiore a quella della civiltà Chavín di Huántar, ma possedevano comunque un proprio stile.
L'arte tessile fu fiorente nella stessa epoca della Civiltà Paracas.
Una menzione speciale meritano le linee tracciate dai Nazca nella pianura di Nazca e in altri siti della costa del sud del Perù. Conosciuti come Linee di Nazca si trovano in una zona geografica con poche precipitazioni, che ha permesso a questi geoglifi di giungere pressoché intatti sino ai nostri giorni.
Questo dimostrerebbe anche la somma conoscenza della meteorologia dei Nazca.
A circa 30 km dalla città di Nazca si trova il cimitero di Chauchilla: una necropoli all'aria aperta nella quale, nonostante i saccheggi si possono ancora vedere mummie in perfetto stato di conservazione, resti tessili e di pregevole ceramica.

## Origine e sviluppo
Si dice che la civiltà Nazca ebbe la propria origine dalla civiltà Paracas, ma non sembra essere vero. Il popolo Nazca sviluppò maggiormente la ceramica rispetto all'arte tessile contrariamente ai Paracas. Inoltre sembra che i Nazca e i Paracas convissero per un certo periodo.

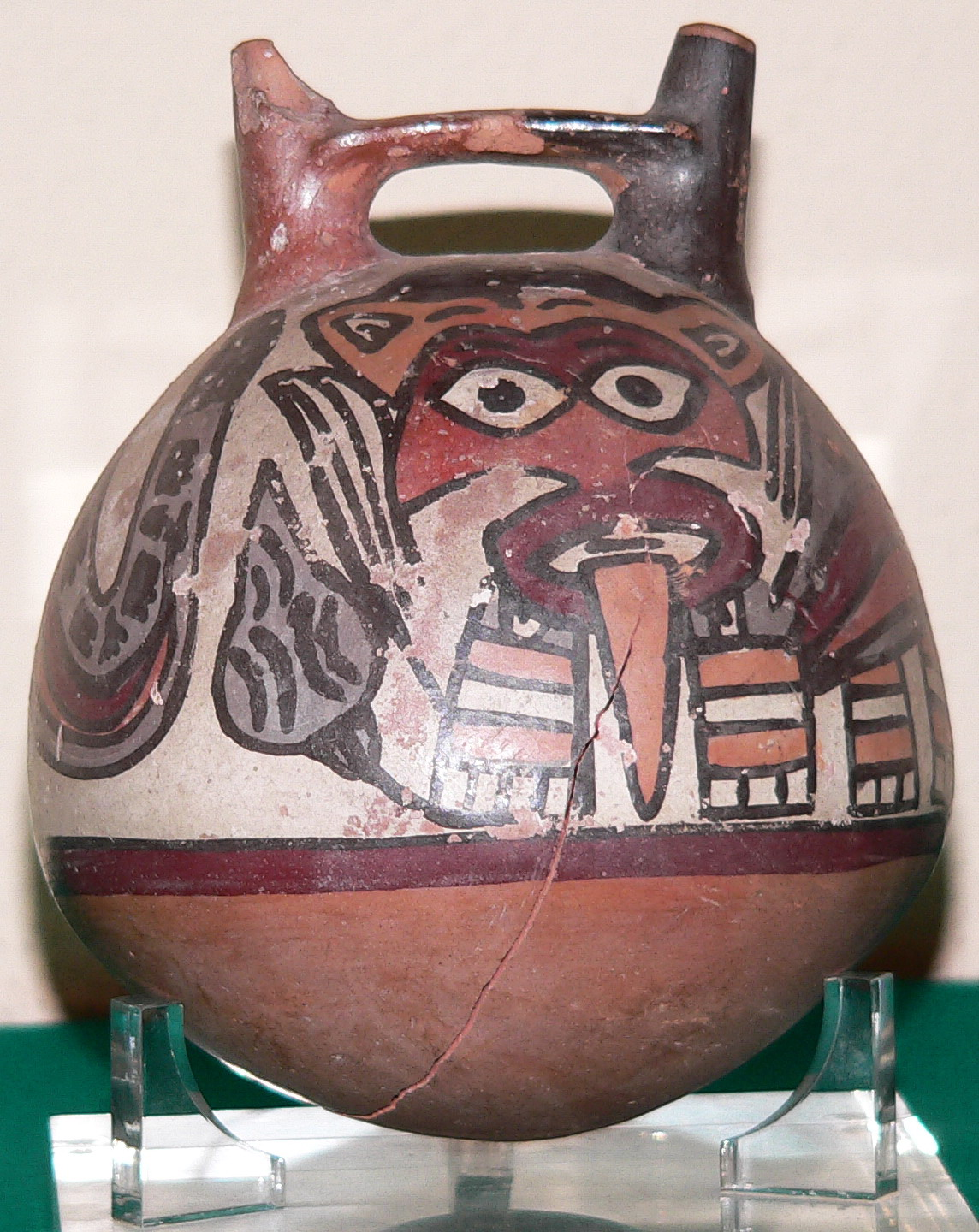
Vaso Nazca

La civiltà Nazca non ebbe un governo unificato, non essendo unificati geograficamente gli insediamenti che si sviluppavano attorno alle zone fertili; quindi nemmeno una vera e propria capitale.
L'insediamento più importante si trovava a Cahuachi, un insieme di piramidi di adobe, piattaforme e piazze. Lì gli abitanti dei differenti gruppi si riunivano per celebrare feste cerimoniali.
La decadenza iniziò attorno al 600 d.C. Si crede che il deserto avanzò rapidamente verso gli insediamenti Nazca e che il centro religioso di Cahuachi perdette il potere.
Durante la sua esistenza la civiltà Nazca scambiò prodotti con differenti culture, costruendo una rete di commercio tra Nazca, Warpa e altre città.

### Continuità
Si afferma che i Nazca sono una continuità dei Paracas, in quanto entrambi avevano le medesime tradizioni ed usavano le stesse tecniche agricole; ambedue erano culture militari. I militari della cultura Nazca furono molto valorosi e occupavano un posto di prestigio nella piramide sociale.

## Economia

### Commercio
Ebbero un sistema commerciale che soddisfaceva le necessità della popolazione. Con i Warpas scambiavano prodotti della montagna come patate e lana in cambio di pesce, cotone e forse la ceramica.

### Agricoltura
L'economia nazquense era basata sull'agricoltura intensiva: un esempio di come si potesse ovviare al problema delle terre aride della costa. Il geografo milanese Antonio Raimondi disse: "Nel sottosuolo di Nazca esiste acqua sotterranea ma, trovandosi questa alla profondità di 4 o 5 metri, non può servire per l'irrigazione dei terreni. Il fiume, normalmente ha acqua corrente solo per 40 giorni all'anno, per cui, per più di 10 mesi, Nazca avrebbe carenza di acqua se non fosse per i lavori intrapresi dagli antichi Inca" (riferendosi ai puquios esistenti nella zona).
Le principali coltivazioni dei Nazca, furono: mais, fagioli, zucche, zapallo, yuca, arachidi, peperoncino, guayaba, lúcuma, pacay e cotone.

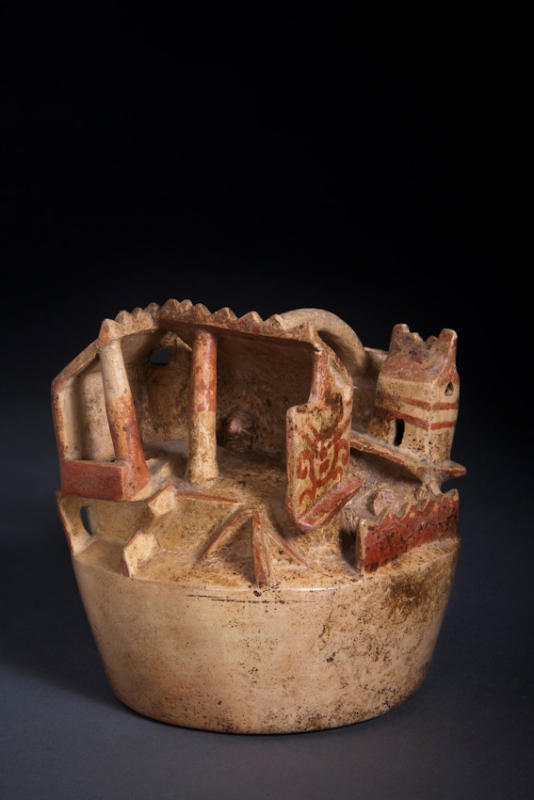
Bottiglia con ansa a staffa. Sulla camera della bottiglia è raffigurato un complesso di edifici, probabilmente rituali.

## Conquiste tecnologiche
La tecnologia si sviluppò principalmente nell'ambito agricolo: poiché il luogo è molto arido, fu necessaria la costruzione di acquedotti, canali e pozzi per irrigare i campi. Gli antichi nazqueñi costruirono acquedotti per poter avere acqua durante tutto l'arco dell'anno; opere che d'altra parte dovettero significare un grande sforzo fisico, organizzato e diretto tecnicamente da ingegneri idraulici. Questi acquedotti sono alimentati da sorgenti sulle alture circostanti la città di Nazca, ma anche da infiltrazione delle acque sotterranee.
Un esempio di questi acquedotti è l'Acquedotto di Cantayo che si trova a pochi chilometri dalla città di Nazca.
Costruirono più di 40 acquedotti, che potevano essere mantenuti e puliti da una serie di costruzioni chiamate "ojos de agua" (occhi d'acqua). Di questi, i più importanti sono: Ocaña, Matara, Uchulla, Tejeje, Bisambra, Aja, Curve, Llícuas, Soisonguito, Copara y la Achirana.
Il metodo di costruzione di tali acquedotti consisteva nello scavo di vari pozzi ubicati a 20-50 metri l'uno dall'altro fino ad incontrare la falda acquifera. In seguito collegavano i pozzi con canali sotterranei. Questo sistema filtrava l'acqua del sottosuolo e lo trasportava verso le riserve d'acqua dalle quali venivano irrigati i campi delle valli.
Costruirono anche cisterne per immagazzinare l'acqua.

## Organizzazione sociale
L'organizzazione sociale dei Nazca non raggiunse la complessità politica degli stati andini, ma ebbe autorità centralizzate, costituite principalmente da sacerdoti. Questi avevano il potere di organizzare il lavoro comunitario e dirigere le complesse attività cerimoniali.
Al servizio di queste autorità si trovava una grande quantità di artigiani specializzati (ceramisti, tessitori, astrologi, musici, soldati) i quali abitavano in piccole città e centri cerimoniali tra i quali si distacca il complesso di Cahuachi. Alla base della società si trovavano gli agricoltori e i pescatori, i quali vivevano dispersi in vari punti del territorio. Gli agricoltori occupavano quasi al totalità delle valli in modo da poter sviluppare l'agricoltura con maggior spazio e sui terreni maggiormente fertili.

## Organizzazione politica
Nazca era divisa in valli dove vi erano insediamenti in condizioni estreme. Ogni insediamento aveva un'autorità propria nella persona di un sacerdote. La élite viveva in edifici piramidali, in settori speciali le cui abitazioni erano fatte di adobe (mattoni) e muri coperti con uno strato di gesso o calce per chiudere le fessure.
Il popolo risiedeva in villaggi o nelle periferie delle città. Le loro case erano costruite utilizzando tronchi di albero di carrube che costituivano le pareti.

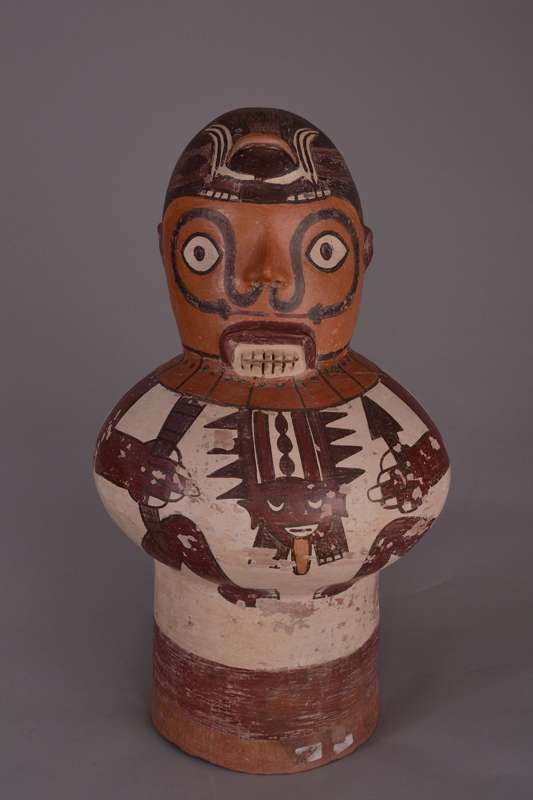
Tamburo aperto, cavo. Rappresenta un personaggio seduto che impugna un bastone di comando e la punta di un dardo.

## Usi e costumi
Alcuni usi e costumi della civiltà Nazca:
- Accompagnavano i lavori che realizzavano con banchetti a base di chicha e vari alimenti.
- Esistono testimonianze di culti individuali costituiti da offerte di fagotti di piante, fili, peli, teste come trofei, ecc.
- Esistono testimonianze di culti collettivi costituiti dalla consumazione di alimenti in recipienti cerimoniali e accompagnamento musicale con "antara" (zampogna) e tamburi.
- Quando per qualche ragione si pensava che la divinità (huaca) residente nel tempio stesse perdendo il proprio potere o fosse scontenta, la comunità cominciava a ricostruirlo. Si distruggevano i tetti e le pareti e si bruciavano le colonne, ma i cementi erano attentamente sepolti e sigillati. Sopra la piattaforma dove prima si ergeva il tempio, si costruiva il nuovo luogo di culto. Il numero di ricostruzioni aveva una stretta relazione con l'importanza e il potere politico della comunità incaricata del suo culto.
- Erano abituati ai sacrifici umani in rituali religiosi o in cerimonie belliche.
- Modificavano le teste delle persone (morte), adornandole per i riti, come un'offerta ai propri dei.[1]
- Per somigliare alle divinità, modificavano la forma della testa dei bambini (appena nati, quando l'operazione era più agevole) con l'applicazione di tavolette legate ai lati della testa, per renderla di forma più allungata.

## Arte

### I geoglifi
Sono l'espressione artistica maggiormente conosciuta dei Nazca. Sono costituiti da enormi disegni tracciati sulla piana di Nazca che si trova a nord della città cerimoniale di Cahuachi. Vi sono figure antropomorfe, zoomorfe e fitomorfe, oltre a linee geometriche rette di vari chilometri di lunghezza. Tutte sono state realizzate con una precisione che anche al giorno d'oggi impressiona per la conoscenza della geometria dimostrata. Sul significato dei geoglifi si sono interrogati numerosi studiosi. La tesi più accredita è che si trattasse di percorsi rituali.

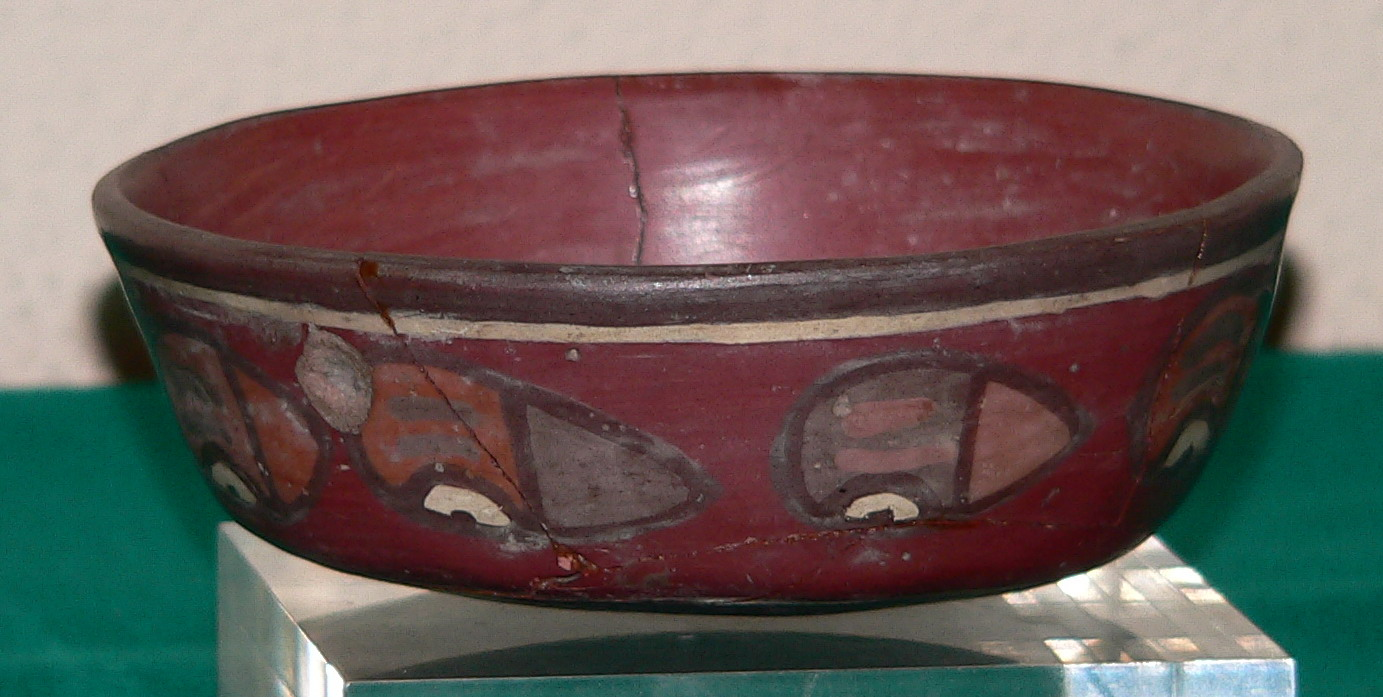
Ciotola decorata (Civiltà Nazca)

Vedere Linee di Nazca

### Ceramica
Studiata da Max Ulhe nel 1901, è considerata una delle migliori realizzate nell'antico Perù.
La civiltà Nazca si distinse per la qualità del vasellame, la complessità dei dipinti e la policromia dei motivi, con pezzi che hanno fino a 6-7 colori e 190 tinte differenti.
La forma più tipica del vasellame è la bottiglia con manico a ponte e due orifizi per versare il liquido; ma fabbricarono anche pentole sferiche, tazze e vasi di varia forma. La sua caratteristica principale era il cosiddetto "Horror al vacío” (paura del vuoto), ovvero i Nazca non lasciavano nessuno spazio incompleto di pittura o decorazione. In questi pezzi si raffiguravano elementi della vita quotidiana: fiori, frutta, uccelli, animali e insetti, personaggi mitologici o esseri che combinano tratti umani e animali.
I motivi Nazca si dividono in tre categorie:
- Naturalistici: raffigurazioni dell'ambiente
- Mitici o Religiosi: ci rivelano la percezione che avevano i Nazca del mondo
- Geometrici: cerchi, semicerchi, rombi, linee, spirali, scale, ecc.

### Musica
La musica è stata un'arte che i Nazca hanno coltivato con grande talento e interesse, più di molti altri popoli precolombiani: il loro talento è confermato dalle loro scale cromatiche di flauti (ANTARA), studiate da importanti musicologi come:
Charles Mead, Raoul D´Harcourth, Marguerite D´Harcourth (1925), Carlos Vega (1932-34), Mariano Béjar Pacheco (1935), André Sas (1938-39), Robert Stevenson (1959), Alberto Rossel Castro (196?), César Bolaños (1980-1988), Joerg Haeberli (1979), Jones (1981), Américo Valencia (1982), Miguel Oblitas Bustamante (1984-2009), Arturo Ruíz del Pozo (1992), Giuseppe Oréfici (1999) e Anna Gruszczyńska-Ziółkowska (2001).

### L'arte tessile

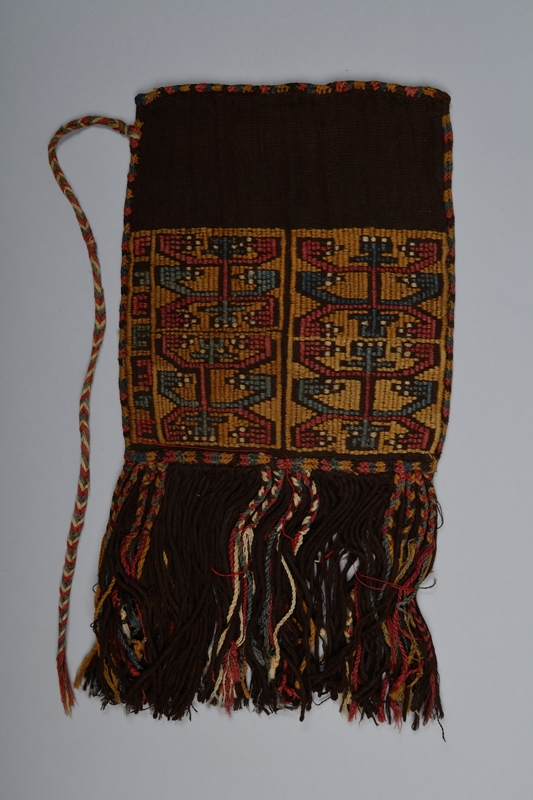
Borsa con frangia, tipica della civiltà Nazca

Fu ereditata dai Paracas; consisteva nell'elaborazione di finissimi manti e tele, benché non abbiano mai raggiunto la stessa qualità e sontuosità dei loro predecessori. Per tessere utilizzavano cotone e lana di camelidi. I motivi erano gli stessi che utilizzavano nella ceramica.

### Oreficeria
Utilizzavano l'oro e l'argento per fare maschere, orecchini, anelli da naso ed altri oggetti rituali e/o religiosi.

### Teste trofeo
Questi riti ebbero la loro origine nelle culture Chavín e Paracas. Per costruire una testa trofeo, si toglieva il cervello dalla base del cranio; poi si cuciva la bocca o la si chiudeva con spine e si praticava un piccolo buco nella fronte, dove veniva fatta passare una corda al fine di appenderla. Si crede che le teste trofeo venissero realizzate per compiere riti propiziatori per la fertilità delle terre.
Le teste trofeo appartenevano a soldati vinti di altre popolazioni e venivano indossate dai soldati vincitori.
Prima che il guerriero le indossasse, il sacerdote della truppa toglieva il sangue dalla testa e poi si procedeva al rito di trofeizzazione spiegato precedentemente.

## Credenze
Si dice che i Nazca adorassero le montagne come divinità, così come il mare, il cielo e la terra, il fuoco e l'acqua. Gran parte delle loro opere e costruzioni furono realizzate in onore di queste divinità, con il fine ultimo di non soffrire carestie o altre possibili punizioni celesti.

## Architettura
- Costruttori di Città
- Uso dei mattoni
- Conoscenza avanzata dell'ingegneria idraulica (acquedotto di Cantayo)